# Dorfkirche Belkau

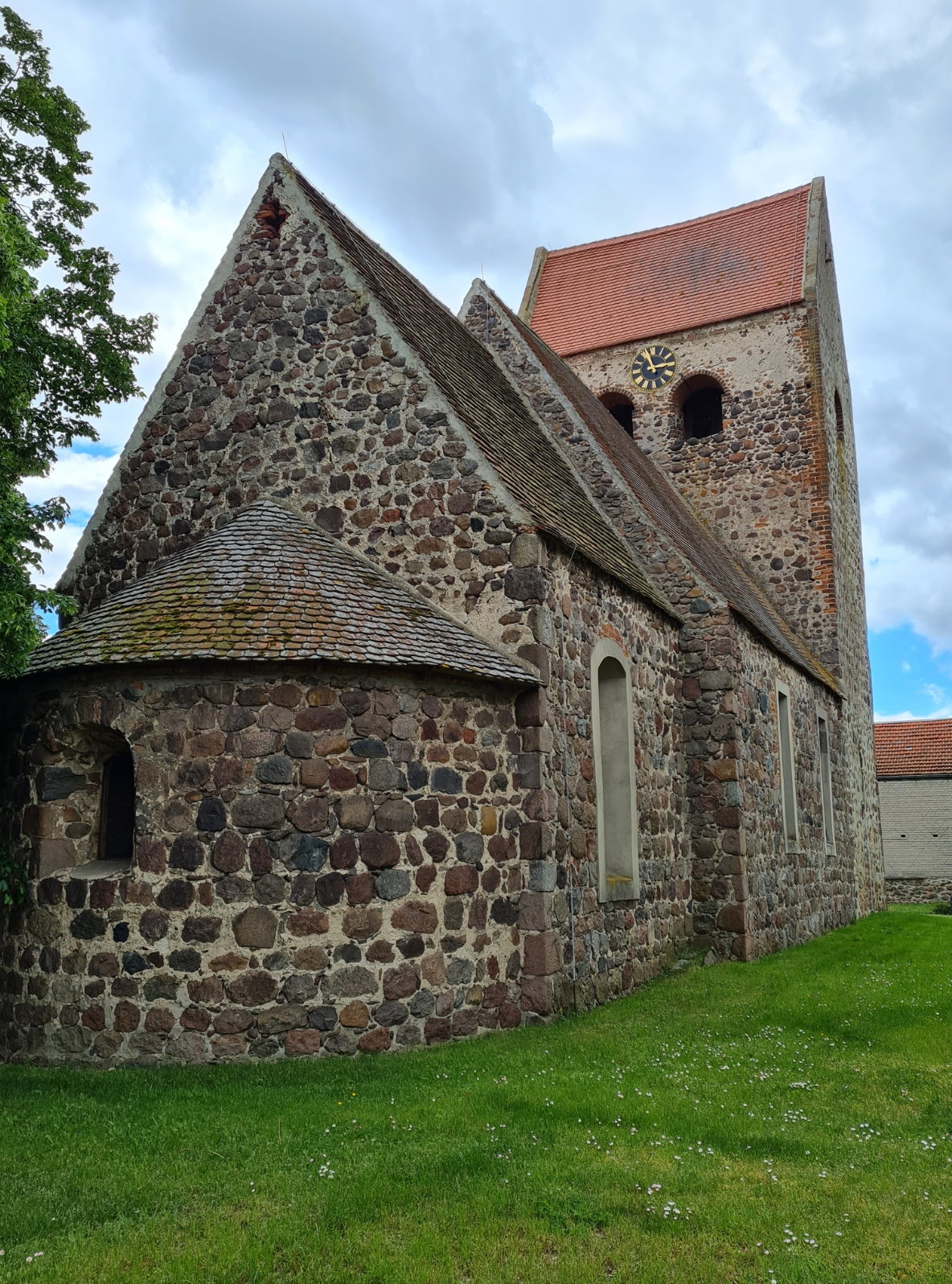
Dorfkirche Belkau

Die evangelische Dorfkirche Belkau ist eine romanische Saalkirche im Gemeindeteil Belkau vom Ortsteil Schernikau der Stadt Bismark (Altmark) im Landkreis Stendal in Sachsen-Anhalt. Sie gehört zum Pfarrbereich Möringen-Uenglingen im Kirchenkreis Stendal der Evangelischen Kirche in Mitteldeutschland.

## Geschichte und Architektur
Die kleine romanische Kirche aus Feldsteinmauerwerk mit eingezogenem, annähernd quadratischem Chor und Apsis sowie Westquerturn (vollständige Anlage) mit Satteldach stammt vom Ende des 12. Jahrhunderts. Das östliche Apsisfenster ist noch in ursprünglicher Form erhalten. Der Umbau der Fenster zu stichbogigen Öffnungen in Schiff und Chor erfolgte vermutlich in den Jahren 1650–1661. Im Turm sind rundbogige Schallöffnungen und Sichtschlitze eingelassen. An der Chorsüdseite ist eine vermauerte Priesterpforte mit Rundbogen aus Backstein, in der Schiffssüdwand ein abgestuftes Rundbogenportal aus Granit mit Resten eines Sperrbalkens in der Holzführung angeordnet. Restaurierungen wurden in den Jahren 1913 und 1930 vorgenommen. 
Im Innern ist eine flache Holzbalkendecke eingezogen, ein mächtiger Triumphbogen gliedert den Raum, im Turm sind hölzerne Zwischendecken eingebaut. Der Turm ist zugänglich durch eine kleine Tür zum Schiff, die ehemals vermutlich höher gelegen war, wie Reste des Türsturzes andeuten. Dieses Detail wie auch der Sperrbalken und die Sichtschlitze deuten darauf hin, dass die Nutzung der Kirche als Zufluchtsort im Verteidigungsfall eingeplant war.

## Ausstattung
Die Ausstattung stammt aus der Mitte des 17. Jahrhunderts: Die Kanzel mit Schalldeckel ist am Korb in den rundbogigen Füllungen bemalt mit Christus als Weltenrichter und den Evangelisten. Auf der Orgelempore und im Turmraum befinden sich die Teile eines ursprünglich dreiteiligen Altaraufsatzes aus der Zeit um 1650 von G. und R. Amox, der Malereien in architektonischem Rahmen mit Balustersäulchen und Knorpelwerk zeigte; dieser ist jetzt zerlegt und teils sehr schlecht erhalten; zwei Gemälde des Altars hängen im Schiff: eine Ölbergszene (Predella) und ein Abendmahl (vermutlich das Mittelbild). Die Orgelempore ist datiert 1661 und im südlichen Schiff die Patronatsloge datiert 1651. Zwei Bronzeglocken sind erhalten: eine aus dem 14. Jahrhundert und eine aus dem Jahr 1490 von Gerhard van Wou. Die letztere darf aus Gründen des Denkmalschutzes nicht mehr genutzt werden.
Der Friedhof ist eingefasst von Feldsteinmauern, die teils durch Backsteinmauer ersetzt wurden. Ein Backsteintor mit stichbogiger Fußgängerpforte und rundbogiger Einfahrt vom Anfang des 16. Jahrhunderts erschließt den Kirchhof.